# Mesognatharia
Mesognatharia is een geslacht in de taxonomische indeling van de tandmondwormen (Gnathostomulida). Het geslacht is voor het eerst wetenschappelijk beschreven in 1966 door Sterrer.

## Soorten
- Mesognatharia bahamiensis
- Mesognatharia eastwardiae
- Mesognatharia remanei